# Bellaria-Igea Marina
Bellaria-Igea Marina är en ort och kommun i provinsen Rimini i regionen Emilia-Romagna i Italien. Kommunen hade 19 520 invånare (2022).